# Apterosvercus sylvestris
Apterosvercus sylvestris är en insektsart som beskrevs av Andrej Vasiljevitj Gorochov 1992. Apterosvercus sylvestris ingår i släktet Apterosvercus och familjen syrsor.

## Underarter
Arten delas in i följande underarter:
- A. s. sylvestris
- A. s. rattanakiriensis